# Doliogethes trivergatus
Doliogethes trivergatus är en tvåvingeart som beskrevs av Hesse 1938. Doliogethes trivergatus ingår i släktet Doliogethes och familjen svävflugor. Inga underarter finns listade i Catalogue of Life.